# Центральноазійський барс

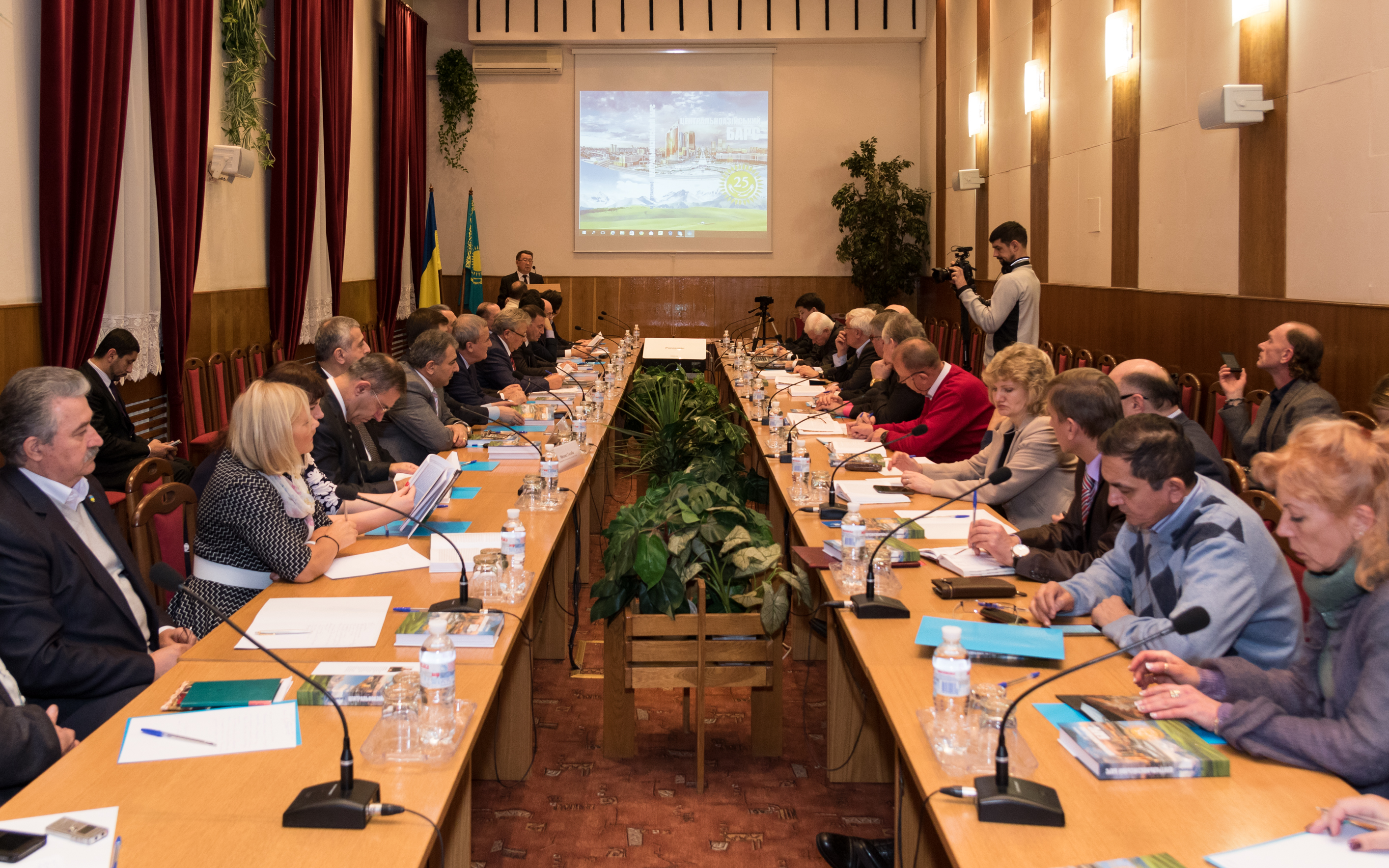
Презентація книги Миколи Степаненка «Центральноазійський барс» у Національній Академії наук України

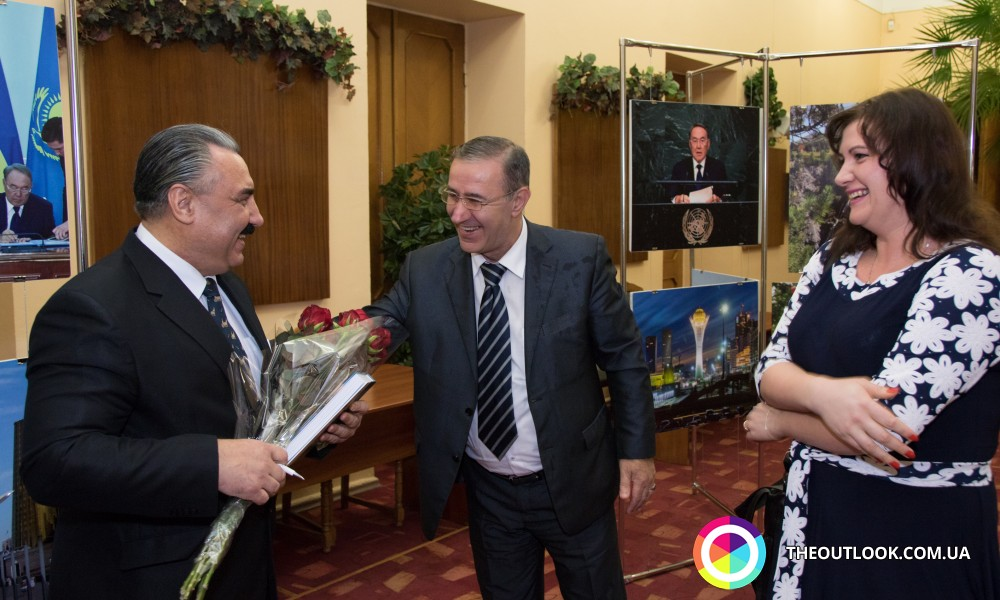
Миколу Степаненка з виходом книги вітає Народний артист Радянського Союзу, кінорежисер Валерій Степанян

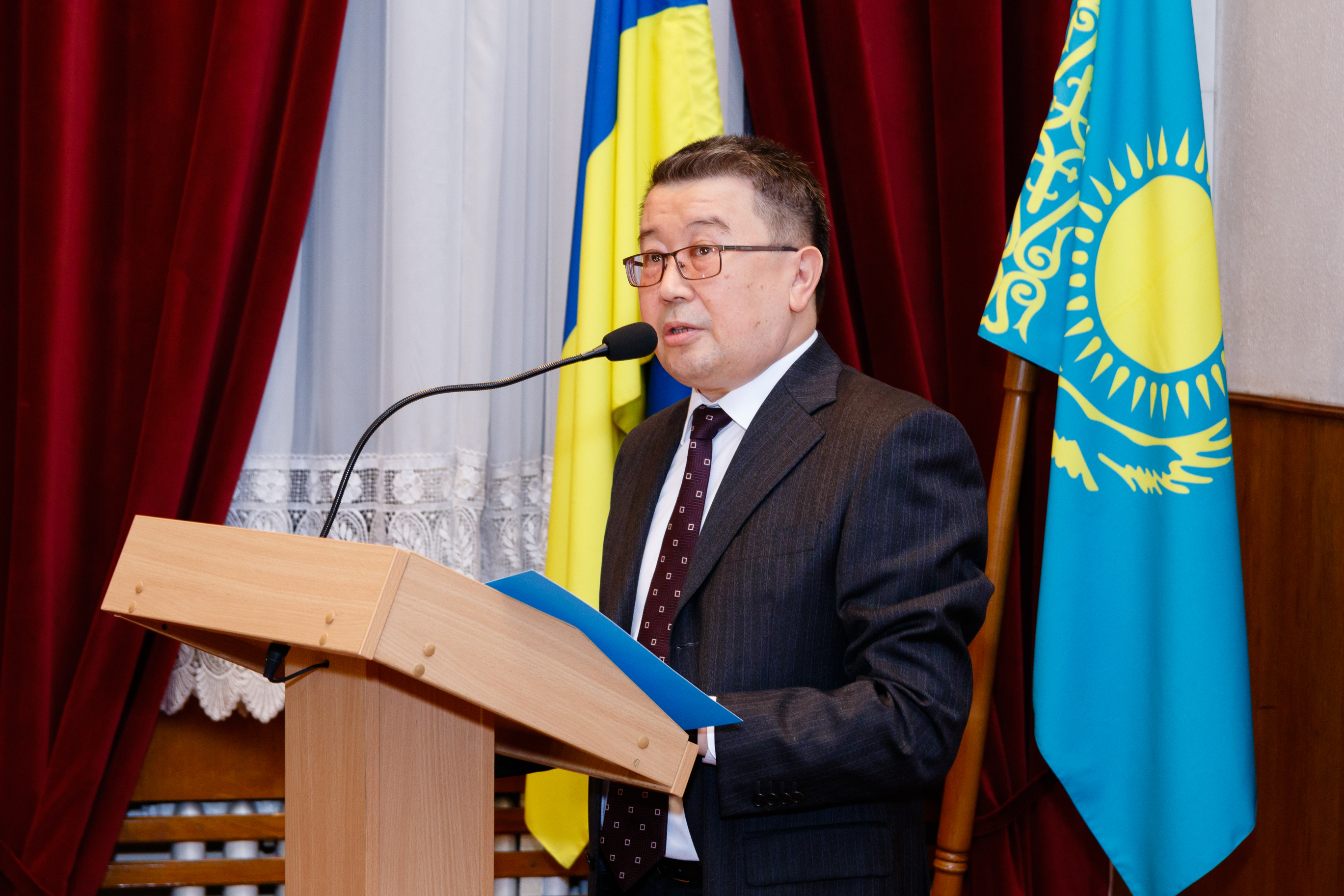
Виступ Надзвичайного і Повноважного Посла Республіки Казахстан в Україні Ордабаєва Самата Ісламовича

«Центральноазійський барс» — науково-популярне видання, праця українського письменника-публіциста Миколи Степаненка.

## Історія написання
У 2015 році в збірнику «На основі взаємної поваги і довіри» за авторством директора Міждержавного інституту українсько-казахстанських відносин ім. Нурсултана Назарбаєва Миколи Степаненка, вже була опублікована праця про Казахстан з однойменною назвою. Друга книга «Центральноазійський барс» є змістовним продовженням першої і була написана в рік 25-річчя Незалежності Республіки Казахстан.

## Короткий зміст
У книзі викладена історія розвитку казахстанської державності. Висвічуються етапи формування казахстанської моделі державного будівництва — «Казахстанського шляху».
Книга розповідає про розвиток співпраці Республіки Казахстан з міжнародними організаціями та іноземними державами різних регіонів, пріоритети казахстанської зовнішньої політики, її підходах до актуальних міжнародних проблем.
У праці досліджена багаторічна діяльність Президента Республіки Казахстан Н. А. Назарбаєва по зміцненню глобальної безпеки і ядерного роззброєння.
У виданні подається казахстанський досвід економічного розвитку, накопичений за роки Незалежності, що став основою стійкості економіки Республіки і її здатності протистояти негативним проявам глобальних криз.
Охарактеризовано один з ключових національних проектів Казахстану — проведення Міжнародної виставки «ЕКСПО-2017» у м. Астані.
Книга розкриває суть однієї з головних складових структурних реформ по створенню міжнародного фінансового центру «Астана», що проводяться в Казахстані і спрямованих на диверсифікацію економіки, стабільне зростання і сприяння формуванню повноцінної фінансової системи країни.
Проаналізовано становлення та утвердження казахстанської моделі поліетнічного суспільства, діяльність якого спрямована на зміцнення міжетнічної та міжконфесійної злагоди.
У роботі висвітлено спільну історію українського та казахстанського народів, проаналізовано фундаментальні уроки минулого.
Праця окреслює найважливіші події в новітній історії взаємин Республіки Казахстан та України, розкриває становлення й розвиток двосторонніх політичних, економічних, культурних відносин.

## Презентація книги
Презентація книги «Центральноазійський барс» відбулася 21 листопада 2016 року напередодні Дня Першого Президента Республіки Казахстан, а також у рамках святкування 25-річчя Незалежності Казахстану в Києві в Національній Академії наук України. У презентації взяли участь глави дипломатичних місій, акредитованих в Україні, депутати Верховної Ради, представники Міністерства закордонних справ України, академічного і експертного співтовариства України, відомі письменники та ЗМІ.
Учасники презентації високо оцінили книгу «Центральноазійський барс», зазначивши успіхи Казахстану на міжнародній арені, важливість поглиблення і зміцнення дружби і співпраці Казахстану з Україною.
Високою оцінкою наукової праці Миколи Степаненка стало розміщення на електронному сайті Бібліотеки Першого Президента Республіки Казахстан — Єлбаси електронної версії книги «Центральноазійський барс».

## Відгуки та обговорення книги
Вихід у світ книги Миколи Степаненка «Центральноазійський барс» викликав широкий резонанс, як в Україні, так і за кордоном. Свою думку з приводу видання висловили українські та зарубіжні політики, письменники і журналісти.
| | На нашу думку, досить актуальним для народів двох країн є вивчення сучасного стану українсько-казахстанських відносин. Книга «Центральноазійський барс» безумовно служить цій меті і вона викличе на наш погляд великий інтерес не тільки у фахівців, але і в широкого кола читачів. Безумовно, велика заслуга в цьому автора цієї книги Миколи Івановича Степаненка. |
| — Анатолій Загородній, віце-президент Національної академії наук України, академік НАН України, професор, доктор фізико-математичних наук, | |

|                                                                                    | Вихід книги «Центральноазійський барс» для казахстанців велика подія, яка стала результатом великої кропіткої праці відомого українського дослідника, публіциста, директора Міждержавного інституту українсько-казахстанських відносин Миколи Івановича Степаненка, великого друга, щирого друга Казахстану. Я хотів би висловити вдячність автору за його книгу, вона стала добрим подарунком напередодні 25-річчя Казахстану і Дня Першого Президента країни. |
| — Самат Ордабаєв, Надзвичайний і Повноважний Посол Республіки Казахстан в Україні, | |

|                                                                                     | Саме з інститутом президентства, уособленням якого є видатна особистість, політик глобального масштабу Нурсултан Назарбаєв, пов'язані всі досягнення сучасного Казахстану. |
| — Іван Драч, український поет, перекладач, кіносценарист, драматург, Герой України, | |

|                   | Проаналізував досвід Казахстану і Микола Степаненко — директор Міждержавного інституту українсько-казахстанських відносин. Висновки і рецепти — в його книзі «Центральноазійський барс». Окремий розділ присвячений становленню відносин України і Казахстану, які автор характеризує як «дружба, загартована часом». |
| — Телеканал 24KZ, | |

|                             | Українські академічні й експертні кола високо оцінили книжку «Центральноазійський барс», відзначивши успіхи Казахстану на міжнародній арені й важливість поглиблення та зміцнення дружби й співпраці наших країн. |
| — Газета «Урядовий кур'єр», | |

| | Це цікава й докладна розповідь про розвиток співпраці Республіки Казахстан не лише з Україною, а й із багатьма міжнародними організаціями та іноземними державами різних регіонів, пріоритети казахстанської зовнішньої політики, а також про багаторічну діяльність Президента країни Нурсултана Назарбаєва по зміцненню глобальної безпеки та ядерного роззброєння. |
| — Василь Кушерець, член-кореспондент Національної академії педагогічних наук України, доктор філософських наук, професор, | |

|                                                      | Книга Миколи Степаненка, написана добротною українською мовою, не перевантажена статистикою, з ясною соціологічною термінологією і продуманим фотоматеріалом, якраз і є якоюсь формою розетського каменю, де історичний літопис, сучасна хроніка і перспективи Казахстану представлені природно-науковим чином для широкої читацької аудиторії. І, підкреслимо, невідома більшості читачів біографія не такої вже далекої держави дана мовою, що знаходиться в стадії активного генезису як в освітньому, так і в науковому середовищі країни. |
| — Артур Новіков, письменник, поет, громадський діяч, | |

|                                                                                                  | У книзі шановного Миколи Івановича Степаненка перший розділ присвячений глибокому прострілу в історичну епоху на 500 років. Вважаю це кроком до розвитку цих досліджень, що будуть поглиблювати відносини між нашими народами, бо дійсно це братські народи. |
| — Юрій Канигін, доктор економічних наук, професор, письменник, член Спілки письменників України, | |

| | За останні десять років рівень життя казахстанців виріс у три рази. У той час, як у більшості республік колишнього Радянського Союзу він або ж зростає повільно або навіть знижується. Вважаю, що в першу чергу Україні варто повчитися в Казахстану управляти державними підприємствами. |
| — Олександр Пухкал, доктор наук з державного управління, професор, академік Академії економічних наук України, | |

## Видання
СМП «АВЕРС» (м. Київ), 2016. — 354с.